# 裂叶风毛菊
裂叶风毛菊（学名：Saussurea laciniata）为菊科风毛菊属的植物。分布于哈萨克斯坦、蒙古、俄罗斯以及中国大陆的甘肃、内蒙古、新疆、陕西、宁夏等地，生长于海拔2,000米的地区，多生于荒漠草原和盐碱地上，目前尚未由人工引种栽培。
其种加词“laciniata”来源于拉丁文“lacinia”，意为“棱角”、“裂叶的”。